# Carolyn Mary Kleefeld
Carolyn Mary Kleefeld (Catford, ...) è un'artista, scrittrice e poetessa statunitense.
Ha ampiamente sperimentato nuove tecniche nella sua produzione artistica, spaziando dal figurativo all'astratto. Si è ugualmente distinta per le sue produzioni poetiche.

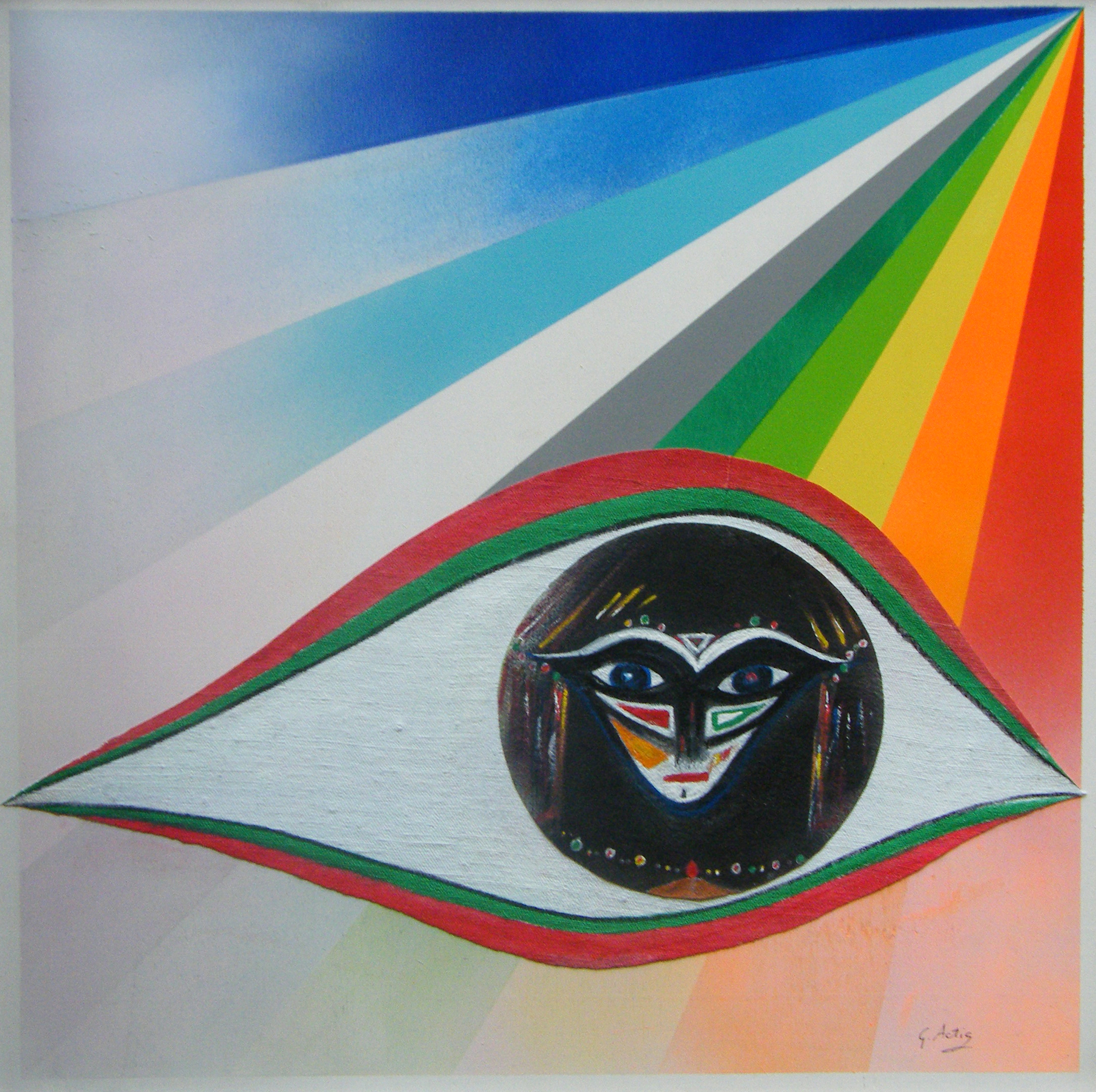
Omaggio a Carolyn Mary Kleefeld, opera realizzata da Gianpiero Actis

## Biografia
Carolyn Mary Kleefeld è nata a Catford, vicino a Londra, da una famiglia di ebrei statunitensi con cui si è trasferita a Long Beach, in California, all'età di 4 anni.
Dal 1974 al 1978 ha frequentato la prestigiosa Università della California a Los Angeles, dove ha studiato e si è laureata a pieni voti in arti figurative e psicologia.

## Carriera
Il suo primo libro di poesie Climates of the Mind risale al 1979, seguito da Satan Sleeps with the Holy: Word Paintings (1982) e da Lovers in Evolution (1983).
Nel 1990 espone in una mostra personale alla Galerie Illuminati di Santa Monica, in California. Da allora ad oggi Carolyn Mary Kleefeld ha esposto in numerose gallerie e musei degli Stati Uniti d'America ed ha prodotto diverse pubblicazioni di poesie abbinate ad immagini.
Nel 2011 è diventata socia onoraria del Movimento artistico nonché corrente letteraria Immagine & Poesia, fondato da Aeronwy Thomas nel 2007.
Oggi in totale la Kleefeld è autrice di ben venticinque libri.

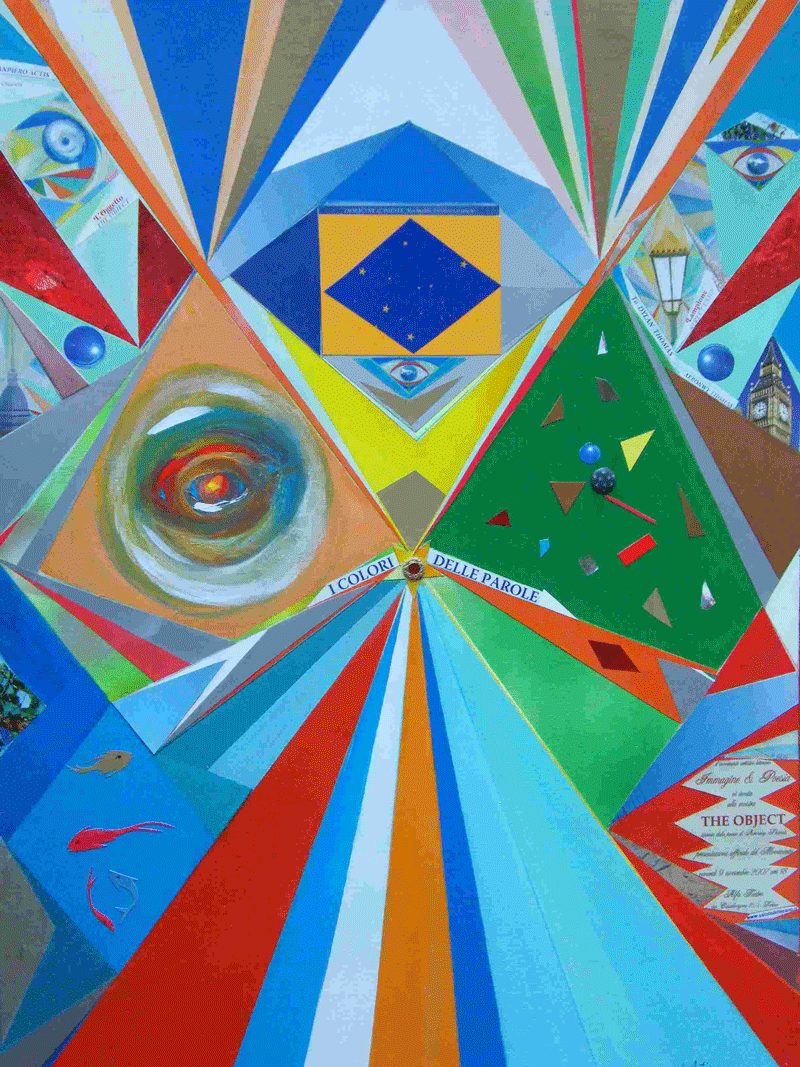
Logo del movimento artistico e corrente letteraria [https://immaginepoesia.jimdofree.com/ Immagine & Poesia

## Vita privata
Carolyn Mary Kleefeld attualmente vive a Big Sur, in California. Il giorno di San Valentino del 2017 ha sposato l'amato David Campagna, nato nel 1946, morto appena 3 giorni dopo per una malattia autoimmune.
In precedenza era stata sposata con Tony Kleefeld, conosciuto anche come Tony Travis, e di cui ella ha comunque mantenuto il cognome. Con lui ha anche avuto una figlia, Claudia, madre dell'attrice Chiara Aurelia.

## Opere
- Vagabond Dawns: include un CD di Carolyn che recita alcune sue poesie - Cross-Cultural Communications, New York, 2009. (ISBN 978-0-89304-186-1)[11]
- Soul Seeds: Revelations & Drawings, con una prefazione di Laura Archera Huxley, Cross-Cultural Communications, New York, 2008. (ISBN 978-0-89304-089-5)
- Carolyn Mary Kleefeld: Visions from Big Sur, testo di Michael Zakian, dipinti di Carolyn Mary Kleefeld, Frederick R Weisman Museum of Art, Università Pepperdine, Malibu, 2008. (ISBN 1-882705-07-6)
- Kissing Darkness: Love Poems and Art, pubblicato con David Wayne Dunn, prefazione di Elliot Ruchowitz-Roberts, RiverWood Books, Ashland, Oregon, 2003. (ISBN 1-883991-83-8)
- The Alchemy of Possibility: Reinventing Your Personal Mythology, con una prefazione di Laura Archera Huxley, Merrill-West Publishing, Carmel-by-the-Sea, 1998. (ISBN 1-886708-03-7)
- Songs of Ecstasy, Volume I (Poetry and art), Atoms Mirror Atoms, Inc., Carmel, California, 1990.

## Video
- Mavericks of the Mind, Sound Photosynthesis, Mill Valley, California, 1993. Presentato a Santa Cruz con Dr. Robert Anton Wilson, Dr. Stephen La Berge, Dr. Ralph Abraham e altri artisti.
- Mavericks of the Mind 2, Sound Photosynthesis, Mill Valley, California, 1994. Presentato alla prestigiosa UCLA con Dr. Timothy Leary, Laura Archera Huxley, Dr. John Lilly e altri artisti.